# Окрасочное сопло
Окрасочное сопло — деталь краскопульта, предназначенная для создания направленной струи лакокрасочных материалов, находящихся под давлением, в среду с меньшим давлением или в атмосферу. Изготовляется из карбида вольфрама, карбида бора.
Сопло — щелевая насадка, укреплённая в передней части окрасочного пистолета аппаратов безвоздушного распыления. Для распыления лакокрасочных материалов разной вязкости используются окрасочные сопла различного диаметра с разными углами наклона щелевого отверстия. Подбор наконечника производится в соответствии с давлением жидкости, определяющим расход лакокрасочных материалов, укрывистость, толщину мокрой плёнки. Толщину наносимого покрытия возможно регулировать скоростью перемещения маляра вдоль окрашиваемой поверхности. Жидкость, проходящая через сопло, атомизируется, приобретает форму факела. Конструкция сопла определяет следующие параметры факела: форма факела (задаёт четкость границ отпечатка) и угол раскрытия факела. 

## Маркировка
Сопла большинства производителей обозначаются трехзначным числом: первая цифра обозначает угол раскрытия факела (данную цифру надо умножить на 10). Последующие две цифры означают диаметр сопла в тысячных долях дюйма (данное число умножаем на 0.025 - получаем диаметр отверстия в мм). Чтобы понять, какой ширины будет факел краски, можно умножить первую цифру на 5. Например, для серии сопел 3хх: 3 х 5=15. Ширина факела на расстоянии 30 см от поверхности составит приблизительно 15 см. 
Также существуют другие маркировки, например,  из четырёх цифр (Titan), но они мало распространены.

## Износ сопла
Окрасочное сопло — это расходный материал, влияющий на производительность системы в целом. Так, при износе сопла отверстие становится более широким и круглым, а пятно распыла в то же время уменьшается. Нанесение краски при помощи изношенного сопла становится на 20 % дольше и расход лакокрасочных материалов увеличивается также на 20 %. При нанесении лакокрасочных материалов с помощью изношенного сопла возникают потёки, так как происходит неравномерное распределение жидкости.

## Рекомендуемые размеры сопелбезвоздушного распылениядля различных лакокрасочных материалов
| Тип ЛКМ                              | Диаметр сопла (мм) |
| ------------------------------------ | ------------------ |
| Краски и лаки                        | 0,28—0,33          |
| Масляные краски                      | 0,33—0,38          |
| Латексные краски                     | 0,33—0,48          |
| Тяжелые латексы и гладкие эластомеры | 0,53—0,63          |
| Эластомеры и наполнители для блоков  | 0,53—0,89+         |

Сопло определяет:
- факел распыла (веер)
- производительность нанесения ЛКМ
- тип наносимого покрытия

При заказе сопла следует учесть, что практически у всех производителей окрасочного оборудования (таких как Wagner, Graco, Titan, Wiwa и пр.) размеры проходного сечения указаны в дюймах. Поэтому стоит перевести таблицу в дюймы (делить на 25)
Также форсунки подразделяются по углу распыления: 10, 20, 30, 40, 50, 60, 70, 80 градусов. Такое проходное сечение даёт ширину факела на расстоянии 30—35 см от окрашиваемой поверхности 5, 10, 15, 20, 25, 30, 35, 40 см соответственно.

## Основные производители
Среди основных производителей окрасочных сопел стоит упомянуть американскую фирму Graco (изобретатель метода безвоздушного распыления), немецкие фирмы Wiwa (Wilhelm Wagner GmbH), Wagner  (Josef Wagner GmbH), французскую Kremlin-Rexon и китайские HYVST и Dino Power.